# Saint-Oulph
Saint-Oulph é uma comuna francesa na região administrativa de Grande Leste, no departamento de Aube. Estende-se por uma área de 10,94 km². Em 2010 a comuna tinha 301 habitantes (densidade: 27,5 hab./km²).